# Ion Theodorescu-Sion

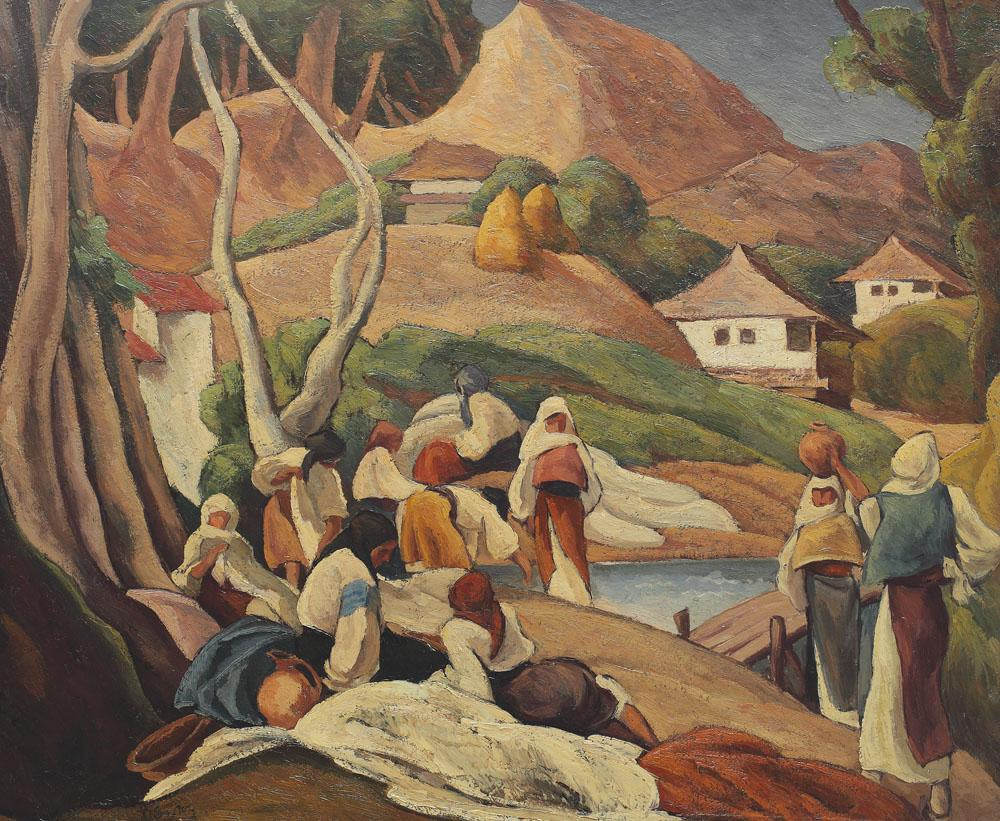
Țărănci la răscruce

Ion Theodorescu-Sion (n. 2 ianuarie 1882, Ianca, România – d. 31 martie 1939, București, România) a fost un pictor român, care „  ... a fost pe rând impresionist, divizionist, realist, influențat de Camil Ressu, sintetist ... ,” conform analizei lui Felix Aderca. 

## Biografie

### Primii ani, educație
A urmat în Brăila școala primară între 1889 și 1893 și trei clase la Liceul Real din aceeași localitate, între 1894 și 1897.
A urmat apoi cursurile Școlii de Belle Arte din București (avându-i ca profesori pe George Demetrescu Mirea, Ipolit Strâmbescu și Ion Georgescu), iar între anii 1904 - 1907 a studiat la Academia de Arte Frumoase din Paris, unde a ajuns cu o bursă acordată de Ministerul de Război. În capitala Franței, pictorul i-a avut ca dascăli pe Jean-Paul Laurens și Luc Olivier Merson. 
În anul 1909, a venit și prima recunoaștere a talentelor sale artistice, pictorul primind Premiul al II-lea la Ateneul Român, iar cinci ani mai târziu a vernisat prima sa expoziție personală. 
„ A fost pe rând impresionist, divizionist, realist influențat de Camil Ressu, sintetist influențat de Paul Cézanne, apoi s-a adăpat un timp din maniera lui André Derain de a construi copacii, iar în naturi moarte a împrumutat și de la Georges Braque unele forme sintetice. Când a încercat compoziția cu tematica specificului românesc pe placul cercurilor „gândiriste,” Theodorescu Sion nu a reușit să dea viață figurilor și nici prospețime peisajului. Totul era compus cerebral și cu reminiscențe din Cézanne și Darain, Theodorescu-Sion urmărind un decorativ nelipsit de euritmii.”—Felix Aderca, Mic tratat de estetică
Ion Theodorescu–Sion a făcut călătorii de studii în Anglia, Belgia, Algeria, Olanda, Italia, Franța etc. În acest timp, a publicat și desene satirice în revistele „Furnica”, „Zavera” și „Nea Ghiță”. A fost profesor la Academia de Arte Frumoase din București și a făcut parte din comitetul de constituire al Societății Artiștilor Plastici.

### Primul Război Mondial
A luat parte la luptele din timpul Primului Război Mondial și a fost unul din artiștii mobilizați de Marele Cartier General pentru a crea opere cu subiecte din război, pentru a contribui la înființarea unui Muzeu Național, fiind, totodată, și membru fondator al Asociației Arta Română din Iași. A făcut parte din grupul artiștilor care au decorat interiorul Palatului Regal, care actualmente este sediul Muzeului Național de Artă al României. Contribuția lui Ion Theodorescu – Sion constă în patru panouri decorative amplasate în holul din fața Sălii Tronului.

### Perioada interbelică
Panourile din stânga înfățișează „tipuri de femei din popor,” reprezentate într-un cadru natural amintind de Curtea de Argeș, fostă reședință domnească și necropolă regală. Panourile din dreapta reprezintă naturi statice având în fundal câte un peisaj, din Constanța, respectiv din Balcic, unde se afla Castelul din Balcic, una dintre reședințele preferate ale reginei Maria.
Lucrările sale au fost expuse la Saloanele Oficiale, la manifestările Societății „Tinerimea artistică”, Asociației Arta Română și în sălile Ateneului Român, Palatului Universul, Sălii Dalles.
În perioada interbelică, Ion Theodorescu-Sion a avut atribuțiuni de inspector al Ministerului Artelor, în direcțiunea Artelor, condusă de Ion Minulescu.
În anul 1923, pictorul a fost decorat cu Ordinul "Coroana României" cu grad de Ofițer, primind și medalia "Bene Merenti". În același an, pictorul a venit pe litoralul Mării Negre, unde s-a dedicat pictării și ilustrării acestui spațiu. Ion Theodorescu-Sion a ilustrat volumul „Satul meu” de Ion Pillat, iar ultima sa expoziție personală a avut loc în anul 1937. 
„Evocări istorice sau viziuni de basme, alături de priveliști realiste, denotă o bogăție de teme, o preocupare de a nu se repeta, o varietate de subiecte care îi fac un loc aparte în plastica noastră. Departe de a fi un primitiv, el rămîne un rafinat, un exponat sincer al pământului românesc, un călător în lumi legendare, un tradiționalist cult, care știe să-și transfigureze modelele, dîndu-le viață, de actualitate stringentă și de profilări în eternitate.”—Victor Eftimiu
În patrimoniul Muzeului Brăilei se află 56 de lucrări de pictură și grafică semnate de Ion Theodorescu-Sion.
Muzeul de Artă din Constanța deține două lucrări în ulei pe carton, intitulate „În grădină” și „Peisaj urban”.

## Galerie de imagini

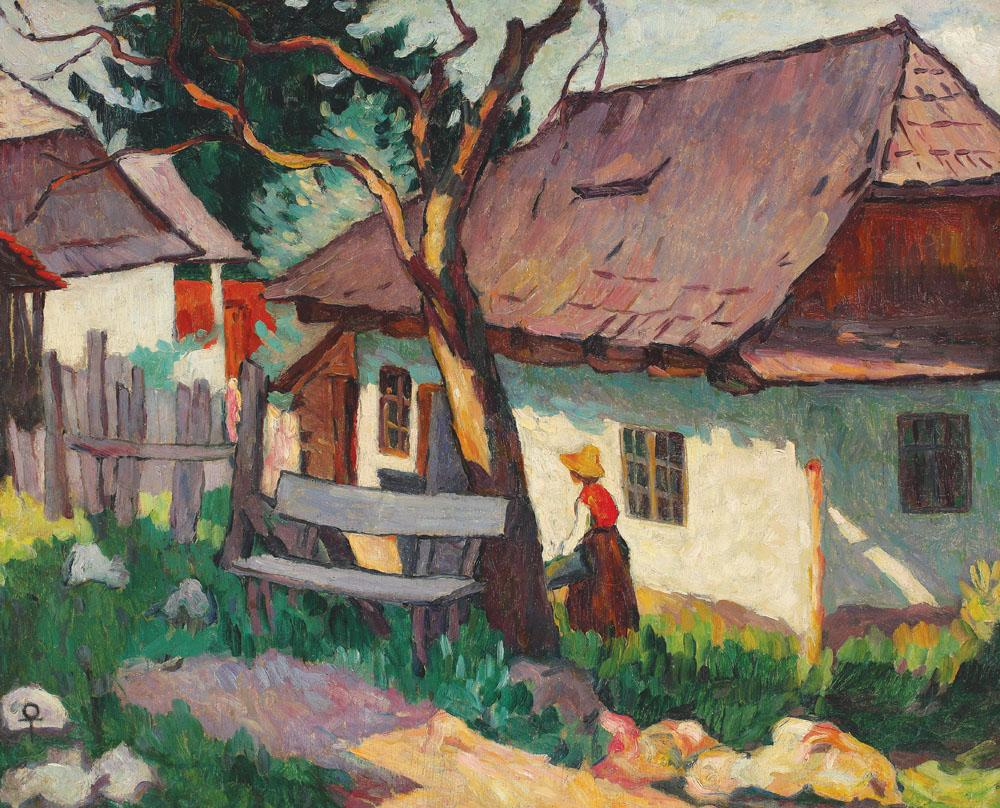
Case la amiază
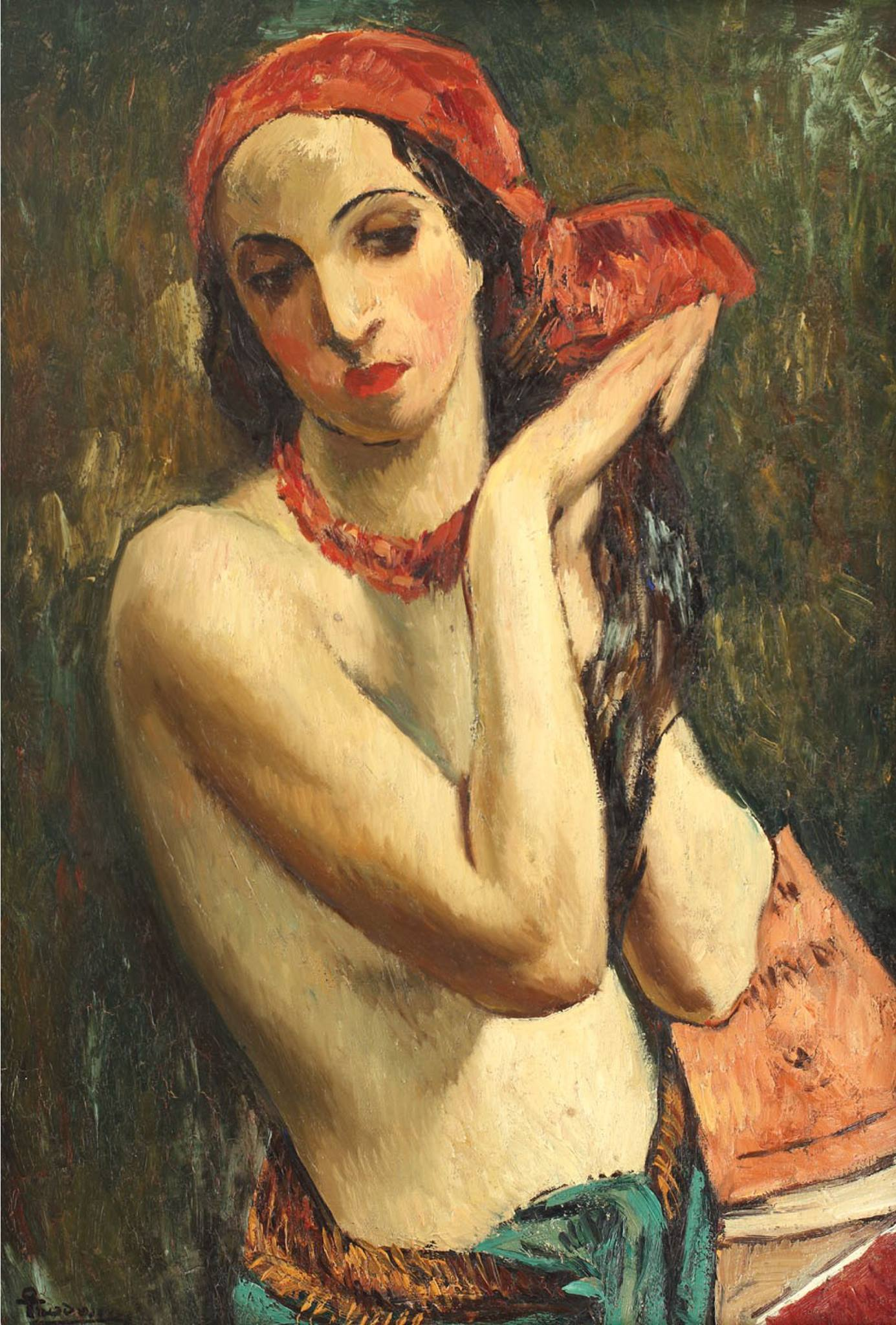
Tulpanul Roșu
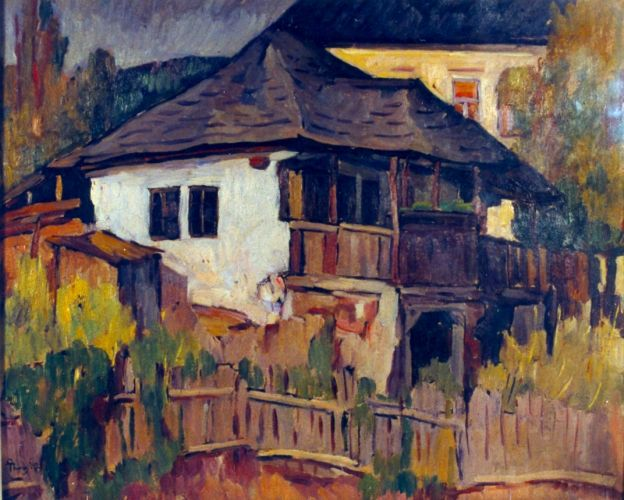
Casă țărănească din Curtea de Argeș
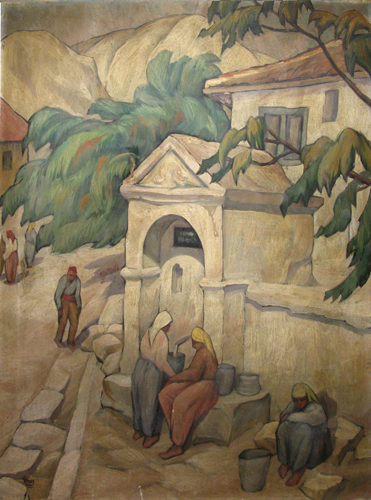
Fântână la Balcic
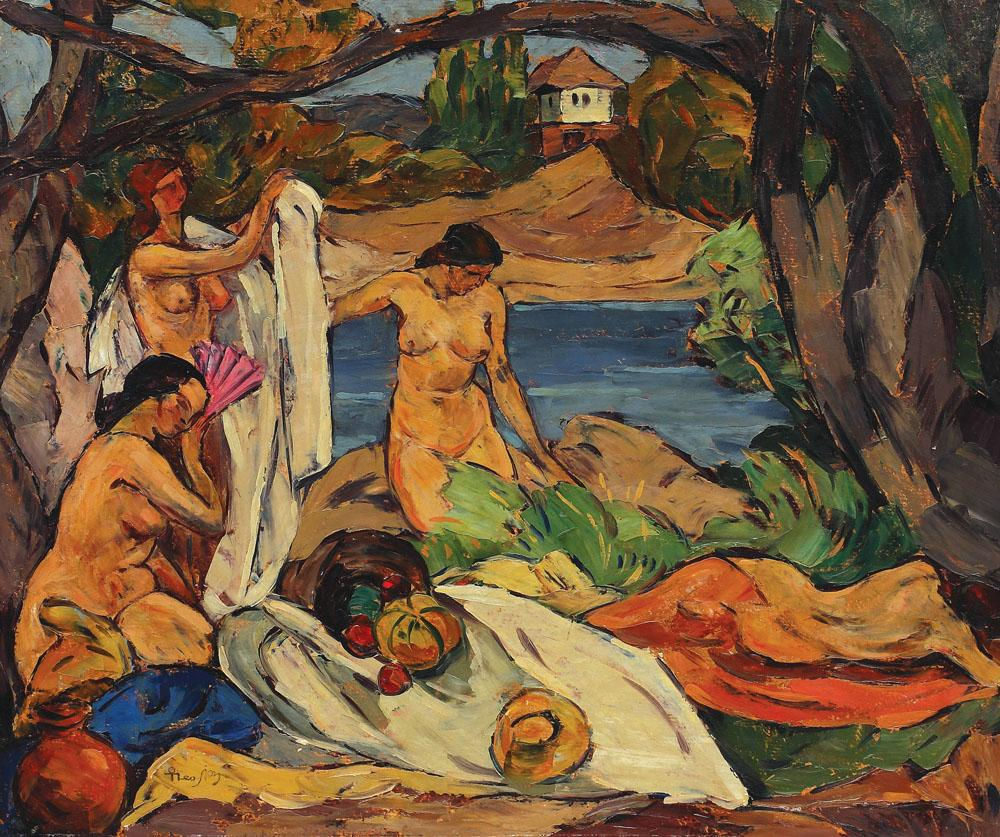
Pe malul apei
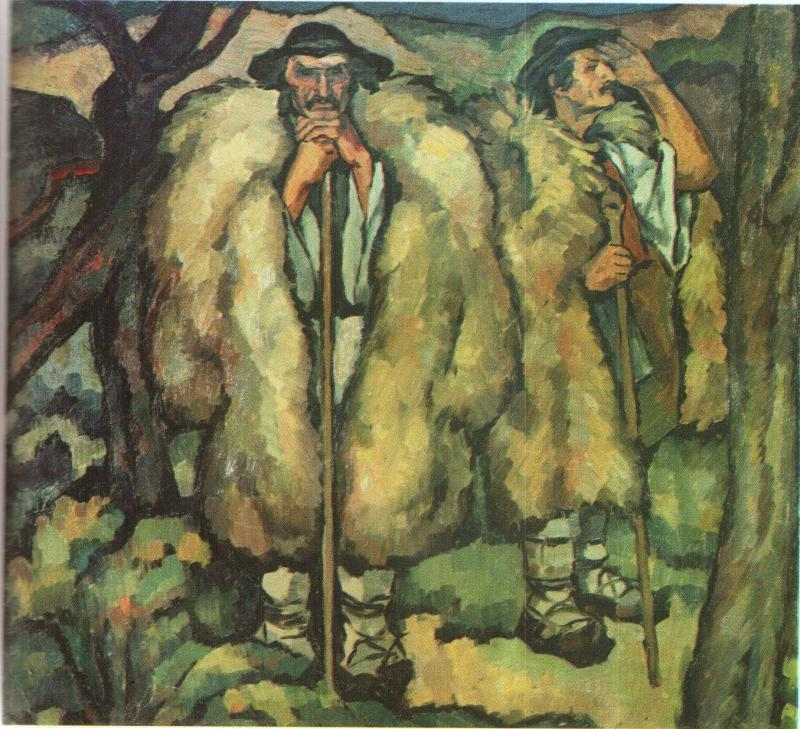
Mocani